# O Gosto do Azedo
O Gosto do Azedo é uma canção composta por Beto Lee e gravada por Rita Lee no seu álbum Acústico MTV, de 1998.
Sua letra trata da dificuldade de socialização de pessoas soropositvas. Por conta de sua autoria, Beto Lee foi agraciado com o Prêmio Sheila Cortopassi (categoria: Arte), que é uma premiação oferecida pela APTA (Associação para Prevenção e Tratamento da Aids) e concedida a pessoas e instituições que se destacaram em trabalhos ligados à Aids ao longo do ano.

## Trilhas-Sonoras
- 1998 - A canção fez parte da trilha-sonora da novela Pecado Capital, da Rede Globo, como tema da personagem Vilminha, que foi interpretada por Paloma Duarte.[5]

## Prêmios e Indicações
| Ano  | Prêmio                   | Categoria | Indicado | Resultado | Ref.  |
| ---- | ------------------------ | --------- | -------- | --------- | ----- |
| 1998 | Prêmio Sheila Cortopassi | Arte      | Beto Lee | Venceu    | [ 4 ] |